# 駅川町
駅川町（えきせんまち）は、大分県宇佐郡にあった町。現在の宇佐市の一部にあたる。

## 地理
駅館川の中下流域に位置していた。

## 歴史
- 1889年（明治22年）4月1日、町村制の施行により、宇佐郡駅館村、豊川村、西馬城村が発足[3]。
- 1954年（昭和29年）3月31日、上記3村が合併して駅川村が発足[1][2]。合併村の大字を継承し上田、芝原、畑田、閤、川部、辛島、法鏡寺、中原、樋田、別府、大塚、山本、上拝田、下拝田、上矢部、下矢部、正覚寺、平ヶ倉、熊の19大字を編成[2]。
- 1955年（昭和30年）
  - 1月1日、大字平ケ倉・熊（一部）・正覚寺（一部）と宇佐郡安心院町、深見村、佐田村、津房村と合併し、安心院町が存続[1][2]。18大字となる[2]。
  - 3月31日、大字熊（一部）・正覚寺（一部）を安心院町に編入[1]。
  - ８月1日、町制施行し駅川町となる[1][2]。
- 1967年（昭和42年）4月1日、宇佐郡宇佐町、四日市町、長洲町と合併し、市制施行して宇佐市を新設して廃止された[1][2]。

### 地名の由来
合併村、駅館村、豊川村の各一文字を組み合わせたもの。

## 産業
- 農業